# Etery koronowe

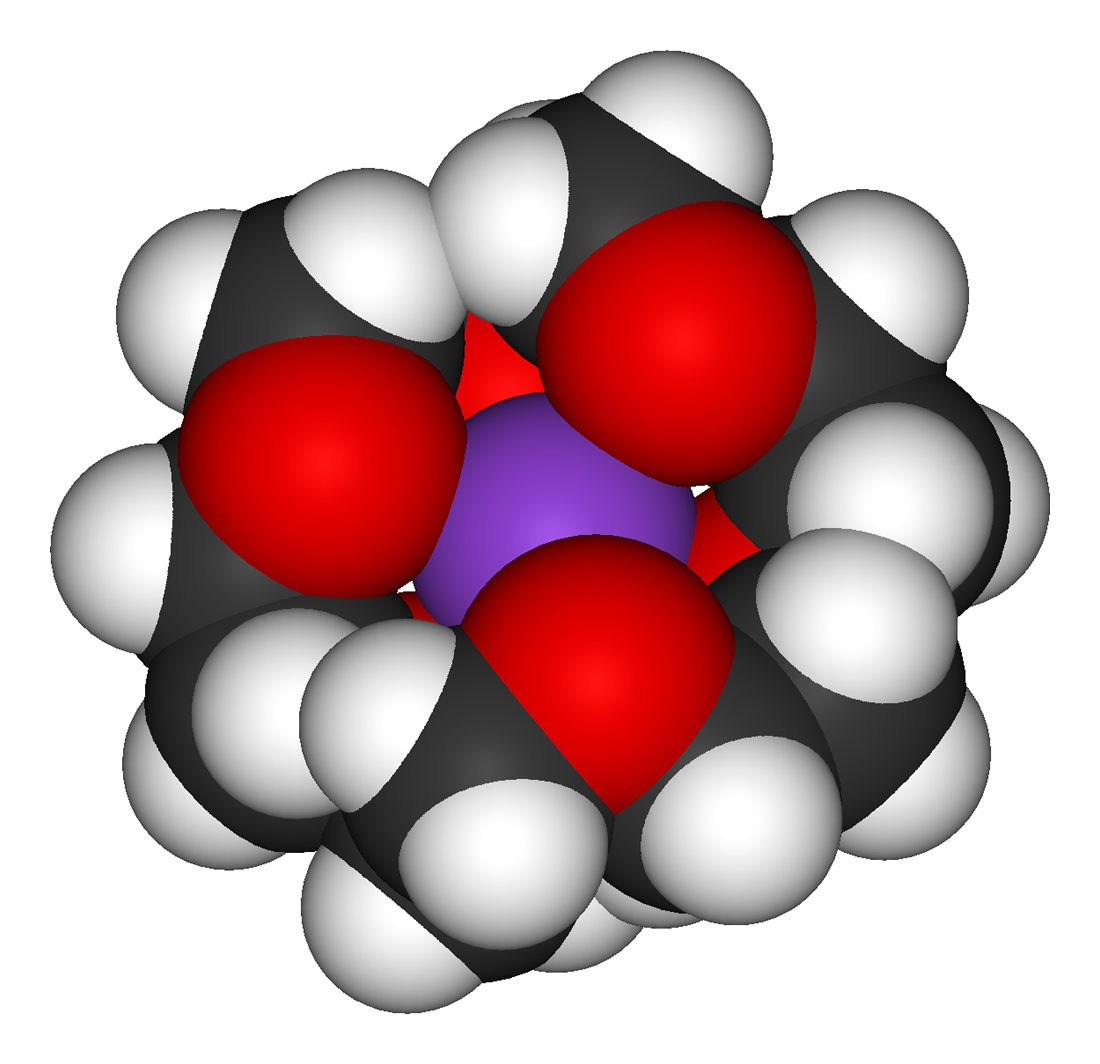
Model czaszowy przykładowego koronatu potasu – kompleksu eteru 18-korona-6 z kationem potasu

Etery koronowe, korony – makrocykliczne związki organiczne pochodzenia syntetycznego. Są to cykliczne polietery o regularnej budowie wykazujące właściwości jonoforetyczne. Etery koronowe są zdolne do selektywnego tworzenia trwałych kompleksów (koronatów) z kationami, np. metali alkalicznych. Pierwszy eter koronowy, 18-korona-6, został otrzymany przez Charlesa Pedersena w 1967 roku. Badania nad eterami koronowymi o trójwymiarowymi strukturach (kryptandami, sferandami, karcerandami) prowadzili Donald Cram i Jean-Marie Lehn, którzy wraz z Pedersenem otrzymali Nagrodę Nobla w dziedzinie chemii w roku 1987 za „wkład w badania cząsteczek, które dzięki swej strukturze oddziałują w sposób wysoce selektywny z innymi cząsteczkami”.

## Własności

„Zwijanie się” i kompleksowanie jonów przez etery koronowe

Etery koronowe są szczególnie interesującą klasą związków chemicznych z czterech powodów:
- posiadają one unikalną cechę rozpuszczalności w niemal wszystkich znanych rozpuszczalnikach, dzięki zjawisku „zwijania się” i „rozwijania”,
- są doskonałymi ligandami dla wielu jonów – łączą się one z jonami stosunkowo słabymi oddziaływaniami jon-dipol, które jednak po zsumowaniu wielu takich oddziaływań dają trwały kompleks,
- są bardzo selektywnymi ligandami – zmieniając rozmiar i topologię ich układów cyklicznych, można otrzymywać związki, które wiążą ściśle określone jony, np. wyłącznie K+
 lub wyłącznie Mg2+
, ze ściśle określoną „siłą”,
- w przypadku kryptandów i sferandów, skompleksowany jon staje się „niewidzialny” dla innych cząsteczek, gdyż jest otoczony ze wszystkich stron przez ligand.

Możliwe są także modyfikacje polegające na wprowadzaniu dodatkowych podstawników do pierścienia lub zastępowaniu atomów tlenu atomami innych pierwiastków, np. azotem. Zastosowanie niewielkich ilości eterów koronowych umożliwia wprowadzenie do fazy organicznej odczynników nieorganicznych i umożliwia przeprowadzenie wielu reakcji (jedna z technik znana m.in. pod nazwą „chemia układu gospodarz-gość”).
Własności te są szeroko wykorzystywane. Stosuje się je do:
- przyspieszania reakcji chemicznych z udziałem jonów – ich aktywność katalityczna jest często zbliżona do aktywności dużo bardziej złożonych chemicznie enzymów,
- selektywnego „transportu” jonów z fazy wodnej do organicznej w trakcie np. prowadzenia reakcji chemicznych „na granicy” faz (zobacz też: Kataliza przeniesienia międzyfazowego),
- do „ukrywania” określonych jonów w środowisku reakcji, których obecność powodowałaby nieprawidłowy przebieg tych reakcji (tzw. maskowanie jonów),
- do oczyszczania wody z toksycznych jonów metali ciężkich,
- do modelowania zjawisk selektywnego transportu jonów przez błony komórkowe.

## Otrzymywanie

Przykładowa synteza eteru koronowego

Etery koronowe otrzymuje się zwykle poprzez typowe reakcje eteryfikacji, wychodząc z odpowiednich chlorków i alkoholi. Ich otrzymywanie wymaga prowadzenia reakcji w dużych rozcieńczeniach, gdyż zbyt duże stężenia substratów prowadzą do otrzymywania zwykłych, liniowych polieterów.

## Nazewnictwo eterów koronowych

Nazewnictwo eterów ściśle cyklicznych

Nazewnictwo eterów mieszanych

Związki te, zależnie od ich budowy dzieli się na:
- koronandy – w których występuje układ monocykliczny,
- kryptandy – w których występuje układ bicykliczny,
- sferandy – które posiadają układ mono- lub bicykliczny oraz ugrupowania usztywniające całą strukturę.

### Etery ściśle cykliczne
Nazwy tworzy się przez podanie liczebnika określającego wszystkie atomy wchodzące w skład makrocyklicznego pierścienia, następnie oddzielona myślnikami nazwa „korona” (ang. „crown”), a następnie liczbę atomów tlenu w pierścieniu makrocyklicznym. Jeśli w cząsteczce eteru koronowego fragmenty etylenowe −CH
2CH
2− są fragmentami pierścienia benzenowego lub cykloheksanowego podaje się odpowiednio w przed nazwą przedrostek „benzo” lub „cykloheksylo”, jeśli jest więcej takich pierścieni dodaje się odpowiedni liczebnik, np. dibenzo-18-korona-6, tricykloheksylo-21-korona-7.

### Etery mieszane
Do eterów koronowych zalicza się też czasami układy otwarte i półcykliczne, gdyż zachowują się one często podobnie do typowych eterów koronowych. Są to:
- etery lariatowe,
- semikryptandy,
- semisferandy.

### Nazewnictwo kompleksów z udziałem eterów koronowych
| Nazwa liganda | Nazwa kompleksu |
| ------------- | --------------- |
| koronand      | koronat         |
| kryptand      | kryptat         |
| sferand       | sferat          |
| kawitand      | kawitat         |
| karcerand     | karcerat        |